# Bovril (extrato de carne)
Bovril é uma marca registrada de uma pasta de extrato de carne espessa e salgada, semelhante a um extrato de levedura, desenvolvida na década de 1870 por John Lawson Johnston. É vendido em um frasco de formato arredondado característico e vendido também na forma de cubos e grânulos. O Bovril é de propriedade da Unilever UK e distribuída pela mesma. Sua aparência é semelhante à do marmite britânico e de seu equivalente australiano vegemite; no entanto, diferentemente desses produtos, o Bovril não é vegetariano. O Bovril pode ser transformado em uma bebida (conhecida no Reino Unido como "beef tea") diluída com água quente ou, menos comumente, com leite. Ele pode ser usado como aromatizante para sopas, caldos, ensopados ou mingaus, ou como pasta, especialmente em torradas, de forma semelhante ao marmite e ao vegemite.

## Etimologia

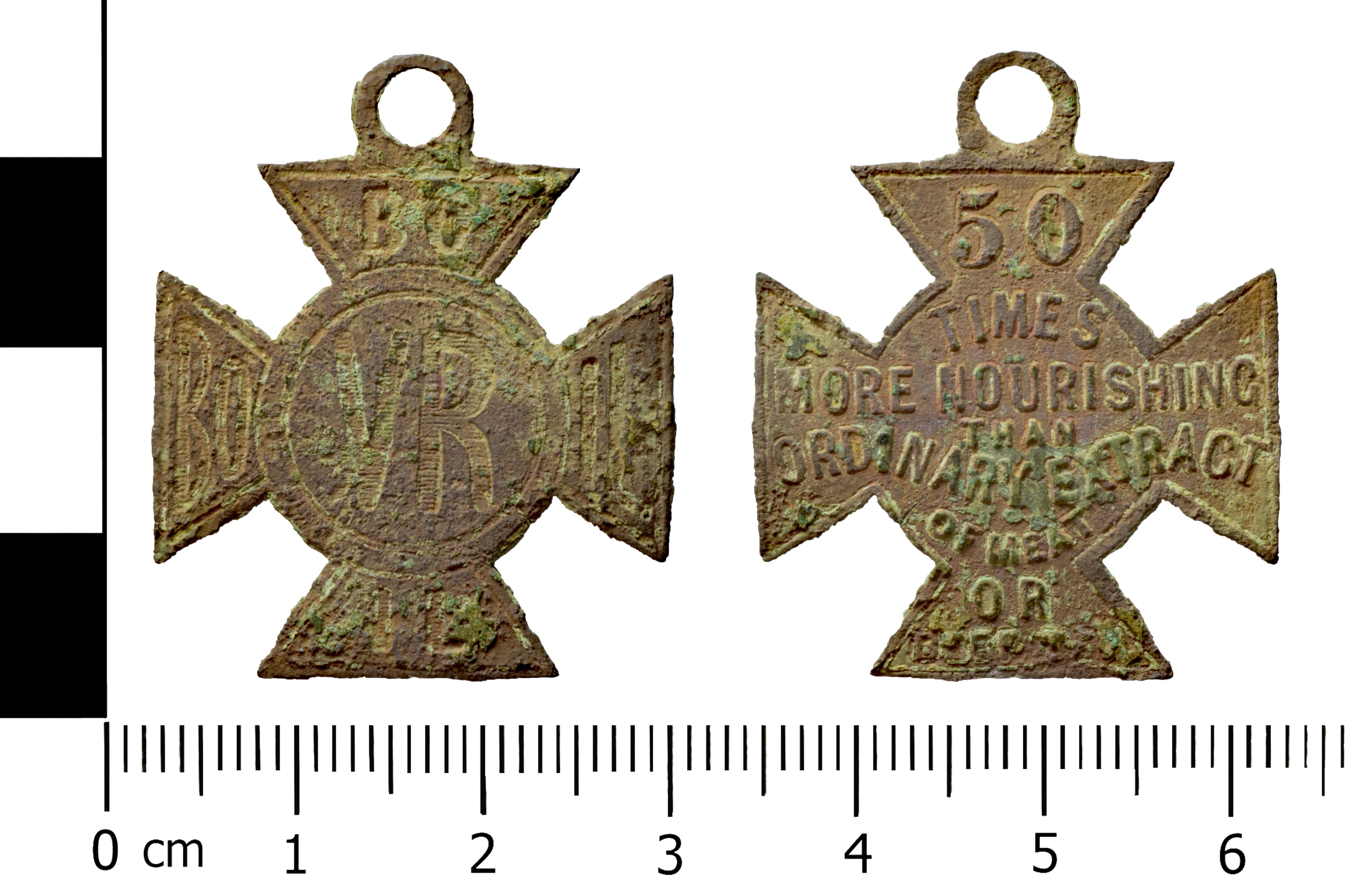
Medalha ou símbolo promocional em liga de cobre para a Bovril, por volta de 1866-1914

A primeira parte do nome do produto vem do latim bovīnus, que significa "boi". Johnston adotou o sufixo -vril do livro The Coming Race (1871), de Edward Bulwer-Lytton, que na época era muito popular e cujo enredo girava em torno de uma raça superior de pessoas, os vril-ya, que derivavam seus poderes de uma substância eletromagnética chamada "vril". Portanto, Bovril indica grande força obtida de um boi.

## Histórico

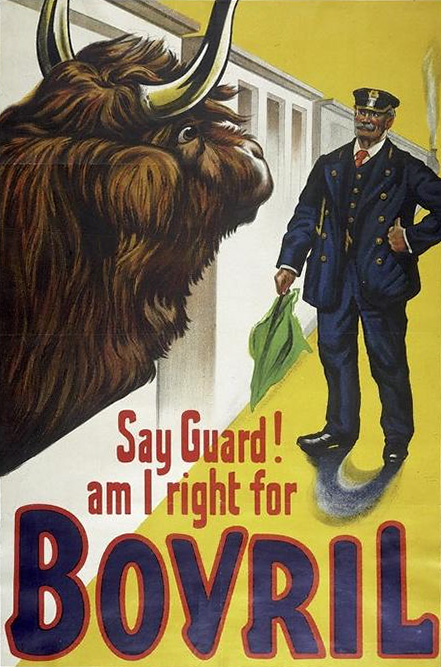
Cartaz do Bovril, por volta de 1900; Museu V&A nr. E.163-1973

Em 1870, durante a guerra Franco-Prussiana, Napoleão III encomendou um milhão de latas de carne bovina para alimentar suas tropas. John Lawson Johnston, um açougueiro escocês que vivia no Canadá, ficou encarregado de fornecê-lo. Havia grandes quantidades de carne bovina disponíveis nos domínios britânicos e na América do Sul, mas o transporte e o armazenamento eram problemáticos. Portanto, Johnston criou um produto conhecido como "Johnston's fluid beef", mais tarde chamado de Bovril, para atender às necessidades de Napoleão. Em 1888, mais de 3.000 pubs, mercearias e farmácias do Reino Unido estavam vendendo Bovril. Em 1889, a Bovril Ltd foi criada para desenvolver ainda mais os negócios da Johnston. Durante o cerco de Ladysmith em 1900, na segunda guerra dos Bôeres, uma pasta semelhante ao Bovril foi produzida a partir de carne de cavalo pelas tropas. Apelidada de Chevril (uma junção de Bovril e cheval, que significa cavalo em francês), ela era feita fervendo a carne de cavalo ou mula até virar uma geleia e servindo-a como uma mistura semelhante a um chá de carne. A Bovril também produzia carne seca concentrada, semelhante à pemmican, como parte da alimentação de emergência do exército britânico durante a guerra. A porção vinha na forma de uma lata do tamanho de um bolso que continha a carne bovina em uma metade e uma bebida de cacau seco na outra metade. A carne seca podia ser consumida sozinha ou misturada com água para criar um chá de carne. O Bovril continuou a funcionar como um "alimento de guerra" na Primeira Guerra Mundial e foi mencionado com frequência no relato Not so quiet: stepdaughters of war ("Não tão silencioso: enteadas da guerra"), de 1930, de Helen Zenna Smith. O relato descreve a bebida sendo preparada para os feridos em Mons, onde "os enfermeiros estavam apenas começando a preparar o Bovril para os feridos, quando os condutores e os vagões das ambulâncias foram bombardeados enquanto traziam os feridos para o hospital". O chá de carne bovina com Bovril foi a única bebida quente que a equipe de Ernest Shackleton tomou quando ficou isolada na Ilha Elefante durante a expedição Endurance de 1914-1917. Quando John Lawson Johnston morreu, seu filho George Lawson Johnston herdou e assumiu os negócios da Bovril. Em 1929, George Lawson Johnston foi nomeado o Barão Luke, de Pavenham, no condado de Bedford. O caldo de carne instantâneo da Bovril foi lançado em 1966 e sua linha "King of Beef" de sabores instantâneos para ensopados, caçarolas e molhos em 1971. Em 1971, a Cavenham Foods, de James Goldsmith, adquiriu a Bovril, mas depois vendeu a maioria de seus laticínios e operações da América do Sul para financiar outras aquisições. A marca agora é propriedade da multinacional anglo-holandesa Unilever, que comprou a Bovril em 2001. Em 2004, a Unilever retirou os ingredientes de carne bovina da fórmula do Bovril, tornando-o vegetariano. Essa medida ocorreu principalmente devido à preocupação com a diminuição das vendas, especialmente das exportações devido à proibição da exportação de carne bovina britânica, em decorrência da crescente popularidade do vegetarianismo, das exigências de dietas de algumas religiões e das preocupações do público com a encefalopatia espongiforme bovina. Em 2006, a Unilever reverteu essa decisão e reintroduziu ingredientes de carne bovina em sua fórmula de Bovril quando as vendas aumentaram e as proibições de exportação da carne foram suspensas. A Unilever agora produz o Bovril usando extrato de carne bovina e uma variedade de frangos usando seu extrato. Em novembro de 2020, o Forest Green Rovers Football Club anunciou uma colaboração com os fabricantes do Bovril para criar uma versão do Bovril à base de beterraba para ser vendida em seu estádio New Lawn, onde os produtos à base de carne haviam sido retirados da venda alguns anos atrás.

## Produção licenciada
O Bovril é produzido na África do Sul pelo departamento de Bokomo da Pioneer Foods.

## Importância cultural

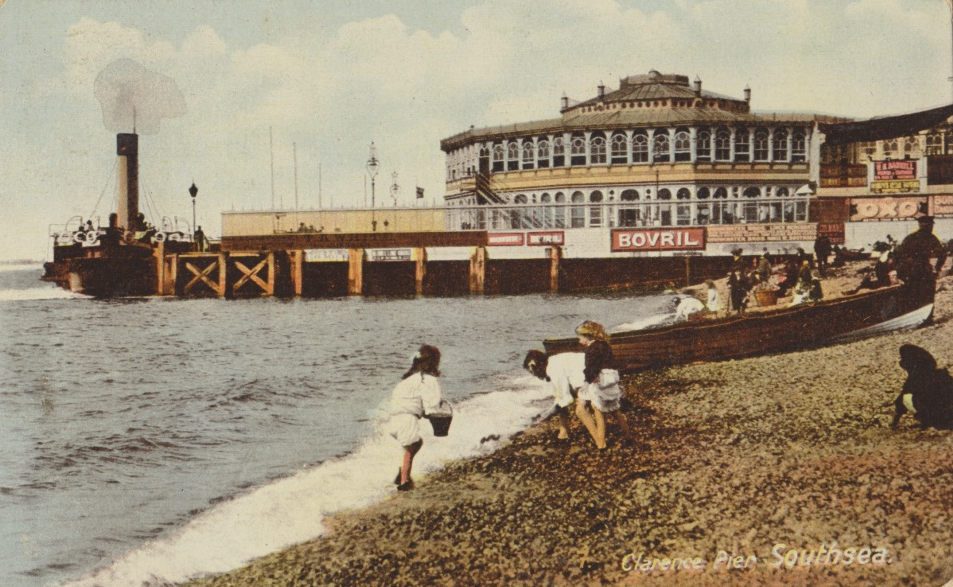
Anúncio do Bovril em Southsea, por volta de 1914

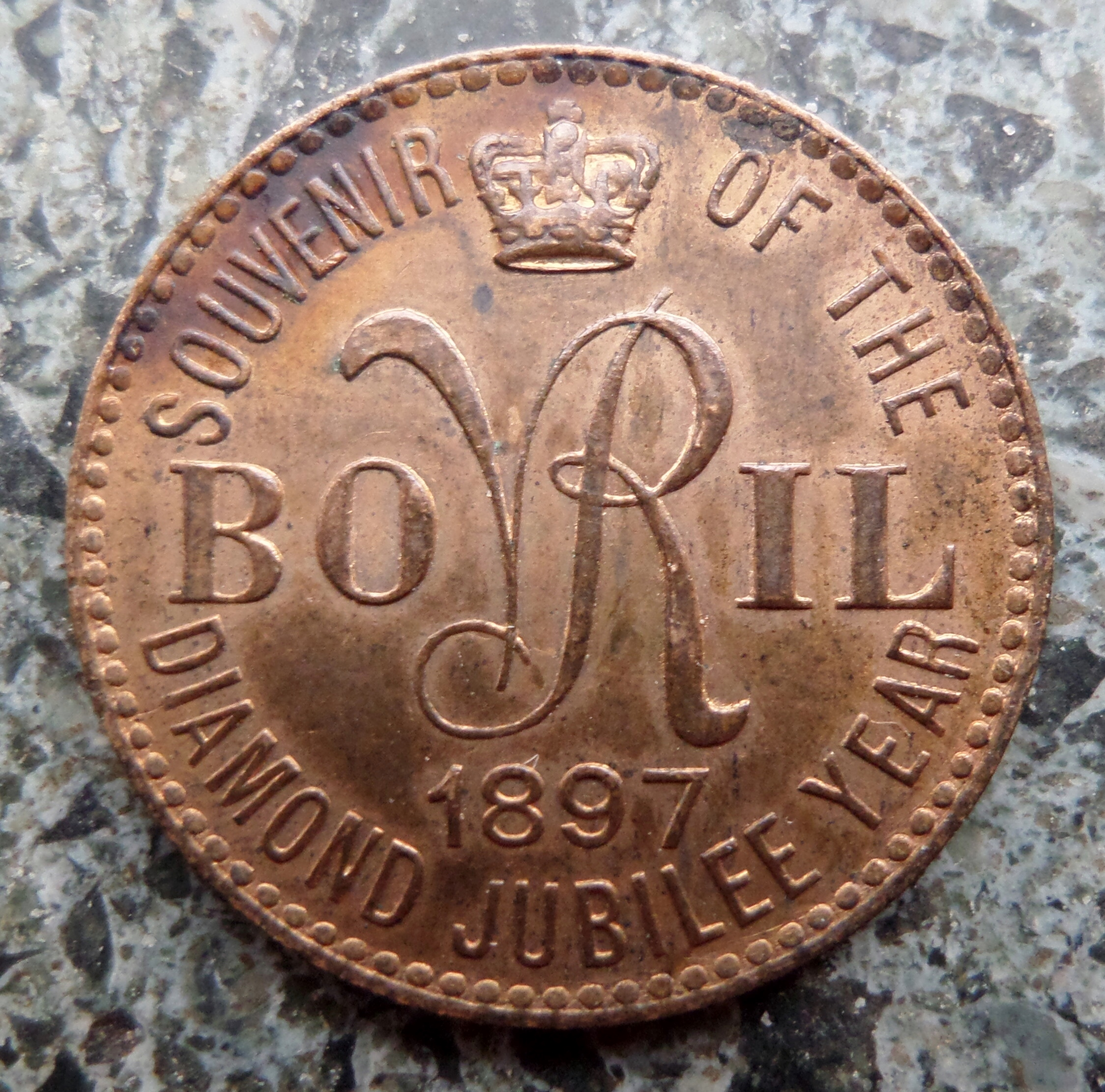
Moeda publicitária do Bovril emitida para o jubileu de diamante da Rainha Vitória

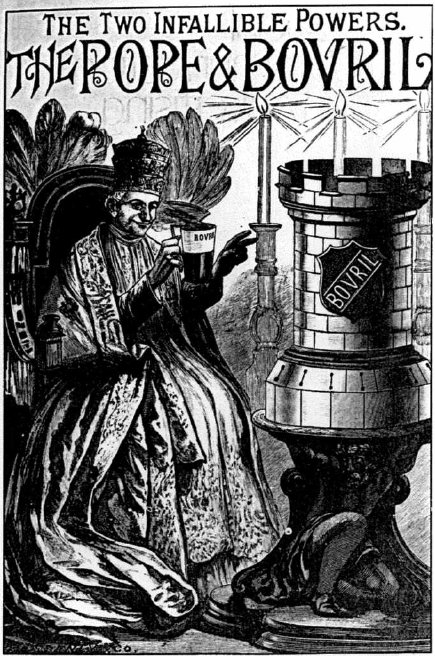
"The Two Infallible Powers: The Pope & Bovril"; pôster do Bovril, por volta de 1900

O Bovril foi promovido como um superalimento no início do século XX. As propagandas recomendavam que as pessoas o diluíssem em um chá ou o espalhassem em sua torrada matinal. Alguns anúncios até afirmavam que o Bovril poderia proteger as pessoas contra a gripe. Os potes de Bovril são comumente encontrados em escavações em sítios arqueológicos, como em Knowles Mill, em Worcestershire. Desde sua invenção, o Bovril se tornou um ícone da cultura britânica. Ele está associado à cultura do futebol. Durante o inverno, os torcedores britânicos, nos terraços dos estádios o bebem como chá em garrafas térmicas - ou em copos descartáveis na Escócia, onde as garrafas térmicas são proibidas nos estádios de futebol. O Bovril tem a particularidade incomum de ter sido divulgado por um Papa. Uma campanha publicitária do início do século XX na Grã-Bretanha mostrava o Papa Leão XIII sentado em seu trono, carregando uma caneca de Bovril. O slogan da campanha dizia: The Two Infallible Powers – The Pope & Bovril ("Os dois poderes infalíveis - O Papa e o Bovril"). No filme In which we serve, os oficiais que estão na ponte são servidos com Bovril para aquecê-los, depois de serem resgatados durante a evacuação de Dunquerque da força expedicionária Britânica. O alpinista britânico Chris Bonington apareceu em comerciais de TV para a Bovril nas décadas de 1970 e 1980, nos quais ele se relembrava de derreter neve e gelo no Everest para fazer bebidas quentes.